# Eleição municipal de Boa Vista em 2000
A eleição municipal de Boa Vista em 2000 ocorreu em 1 de outubro de 2000, para a eleição de um prefeito, um vice-prefeito e mais 17 vereadores. O prefeito era Ottomar Pinto (PTB) que tentou a reeleição. Teresa Jucá (PSDB) foi eleita prefeita de Boa Vista pela segunda vez, governando a cidade pelo período de 1º de janeiro de 2001 a 31 de dezembro de 2004.

## Candidatos a prefeito
|  | Nº | Candidato(a) a prefeito | Candidato(a) a prefeito                                | Candidato(a) a vice-prefeito | Candidato(a) a vice-prefeito                        | Coligação |
|  | -- | ----------------------- | ------------------------------------------------------ | ---------------------------- | --------------------------------------------------- | --- |
|  | 23 |                         | Cascavel (PPS) Airton Antonio Soligo                   |                              | Nilva Baraúna (PT) Nilva Cardoso Baraúna            | "Mudar é Preciso" - Partido Popular Socialista (PPS) - Partido dos Trabalhadores (PT) - Partido Comunista do Brasil (PCdoB) |
|  | 11 |                         | Carlos Coelho (PPB) Carlos Salustiano de Sousa Coelho  |                              | Vera Regina (PST) Vera Regina Guedes da Silveira    | "Renovação, Desenvolvimento e Emprego" - Partido Progressista Brasileiro (PPB) - Partido da Frente Liberal (PFL) - Partido Democrático Trabalhista (PDT) - Partido Social Trabalhista (PST) - Partido Social Liberal (PSL) - Partido dos Aposentados da Nação (PAN) - Partido da Reedificação da Ordem Nacional (PRONA) - Partido Trabalhista Nacional (PTN) - Partido Social Democrático (PSD) |
|  | 29 |                         | Léo (PCO) Leopoldo Nogueira Júnior                     |                              | Lídia Lopes Pereira (PCO) Lídia Lopes Pereira       | Partido não coligado - Partido da Causa Operária (PCO) |
|  | 45 |                         | Teresa Jucá (PSDB) Maria Teresa Sáenz Surita Guimarães |                              | Iradilson Sampaio (PSDB) Iradilson Sampaio de Souza | "União Municipal" - Partido da Social Democracia Brasileira (PSDB) - Partido Socialista Brasileiro (PSB) - Partido Republicano Progressista (PRP) - Partido Verde (PV) |
|  | 14 |                         | Ottomar Pinto (PTB) Ottomar de Souza Pinto             |                              | Robério Araújo (PL) Robério Bezerra de Araújo       | "Quatorze Bis" - Partido Trabalhista Brasileiro (PTB) - Partido Liberal (PL) - Partido do Movimento Democrático Brasileiro (PMDB) - Partido Social Cristão (PSC) - Partido Geral dos Trabalhadores (PGT) - Partido da Social Democracia Cristã (PSDC) - Partido Trabalhista do Brasil (PTdoB)                                                                                                   |

## Resultados
| 1º Turno 1 de outubro de 2000 | 1º Turno 1 de outubro de 2000 | 1º Turno 1 de outubro de 2000 | 1º Turno 1 de outubro de 2000 |
| Candidato(a)                  | Vice                          | Votação                       | Votação                       |
| Candidato(a)                  | Vice                          | Total                         | Porcentagem                   |
| ----------------------------- | ----------------------------- | ----------------------------- | ----------------------------- |
| Teresa Jucá (PSDB)            | Iradilson Sampaio (PSDB)      | 36.101                        | 44,38%                        |
| Ottomar de Souza Pinto (PTB)  | Robério Araújo (PL)           | 24.371                        | 29,95%                        |
| Carlos Coelho (PPB)           | Vera Regina (PST)             | 16.743                        | 20,58%                        |
| Cascavel (PPS)                | Nilva Cardoso Baraúna (PT)    | 4.056                         | 4,99%                         |
| Léo (PCO)                     | Lídia Lopes Pereira (PCO)     | 81                            | 0,10%                         |
| Total de votos válidos        | Total de votos válidos        | 81.352                        | 100,00%                       |
| Votos apurados                |                               |                               |                               |
| Votos válidos                 | Votos válidos                 | 81.352                        | 94,60%                        |
| Votos em branco               | Votos em branco               | 949                           | 1,10%                         |
| Votos nulos                   | Votos nulos                   | 3.696                         | 4,30%                         |
| Total de votos apurados       | Total de votos apurados       | 85.997                        | 100,00%                       |
| Eleitores                     |                               |                               |                               |
| Comparecimento                | Comparecimento                | 85.997                        | 78,57%                        |
| Abstenções                    | Abstenções                    | 23,458                        | 21,43%                        |
| Total de eleitores            | Total de eleitores            | 109.455                       | 100,00%                       |